# 高清水バイパス
高清水バイパス（たかしみずバイパス）は、宮城県栗原市を通る国道4号のバイパス道路。

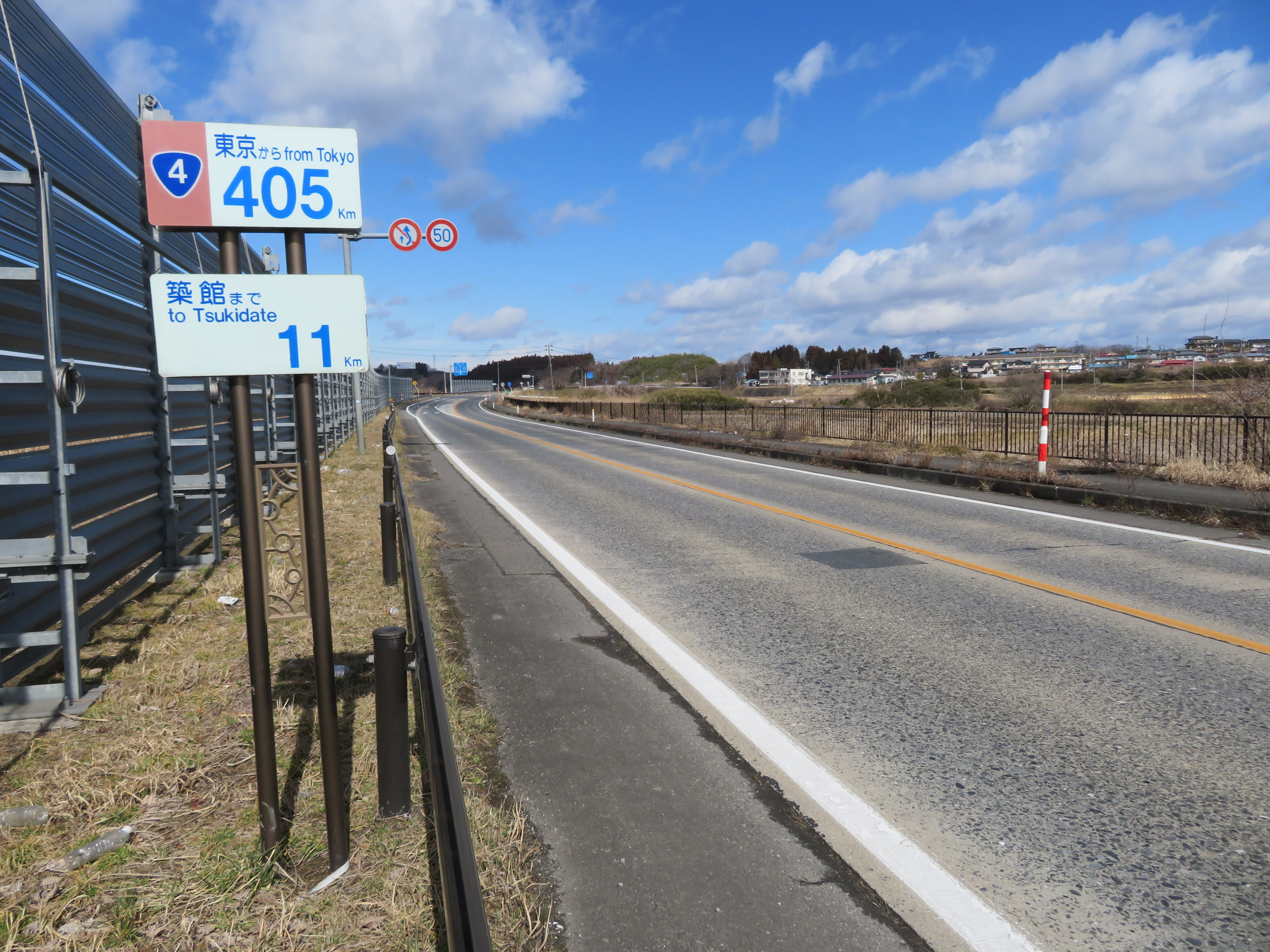
宮城県栗原市高清水高田付近

## 概要
栗原市・旧高清水町中心部における線形不良（急カーブ・幅員狭小）を解消する目的で旧道の西側に建設された片側1車線のバイパス。途中県道167号とは立体交差している。

### 路線データ
- 起点：栗原市高清水台町西（宮城県道1号古川佐沼線交点）
- 終点：栗原市高清水新町北

## 地理

### 交差する道路
- 宮城県道167号真山高清水線（栗原市高清水新町西）